# Oospira
Oospira is een geslacht van weekdieren uit de  familie van de Clausiliidae.

## Soorten
De volgende soorten zijn bij het geslacht ingedeeld:
- Oospira antilopina (Heude, 1885)
- Oospira duci Maasen & Gittenberger, 2007
- Oospira eregia (Szekeres, 1969)
- Oospira goniostoma H. Nordsieck, 2016
- Oospira huberi Thach, 2016
- Oospira jensi H. Nordsieck, 2016
- Oospira minutissima Hunyadi & Szekeres, 2016
- Oospira ootayoshinarii Hunyadi & Szekeres, 2016
- Oospira pacifica (Gredler, 1884)
- Oospira splendens H. Nordsieck, 2005
- Oospira truncatula Hunyadi & Szekeres, 2016

### Gesynonimiseerd
- Ondergeslacht Oospira (Oospira) Blanford, 1872 => Oospira Blanford, 1872
  - Oospira (Oospira) duci Maasen & Gittenberger, 2007 => Oospira duci Maasen & Gittenberger, 2007
  - Oospira (Oospira) eregia (Szekeres, 1969) => Oospira eregia (Szekeres, 1969)
  - Oospira (Oospira) jensi H. Nordsieck, 2016 => Oospira jensi H. Nordsieck, 2016
- Ondergeslacht Oospira (Formosana) O. Boettger, 1877 => Formosana O. Boettger, 1877
  - Oospira (Formosana) antilopina (Heude, 1885) => Oospira antilopina (Heude, 1885)
  - Oospira (Formosana) goniostoma H. Nordsieck, 2016 => Oospira goniostoma H. Nordsieck, 2016
  - Oospira (Formosana) pacifica (Gredler, 1884) => Oospira pacifica (Gredler, 1884)
  - Oospira (Formosana) splendens H. Nordsieck, 2005 => Oospira splendens H. Nordsieck, 2005
  - Oospira (Formosana) liujinae Maassen, 2008 => Formosana libonensis liujinae (Maassen, 2008)
- Oospira cuongi (Maasen & Gittenberger, 2007) => Oospira eregia cuongi (Maasen & Gittenberger, 2007)
- Oospira liujinae Maassen, 2008 => Formosana libonensis liujinae (Maassen, 2008)